# Campionato europeo di baseball 2010
Il campionato europeo di baseball 2010 è stato la trentunesima edizione del campionato continentale. Si è svolto in Germania fra il 23 luglio e il 1º agosto 2010  ed è stato ospitato dalle città di Stoccarda, Heidenheim an der Brenz e Neuenburg am Rhein, nel Baden-Württemberg. L'Italia ha conquistato il suo 9º titolo battendo in finale gli eterni rivali dell'Olanda.

## Squadre partecipanti
Le squadre ammesse sono dodici. Sette sono qualificate direttamente dall'edizione precedente, mentre le altre cinque provengono dai tornei di qualificazione.
| Pool A      | Pool A                          | Pool B      | Pool B                           |
| ----------- | ------------------------------- | ----------- | -------------------------------- |
| Belgio      | Vincitore del gruppo di Anversa | Croazia     | Vincitore del gruppo di Karlovac |
| Rep. Ceca   | Vincitore del gruppo di Praga   | Regno Unito | Europei 2007                     |
| Francia     | 5° agli Europei 2007            | Grecia      | Vincitore del gruppo di Abrantes |
| Germania    | 4° agli Europei 2007            | Italia      | 7° agli Europei 2007             |
| Paesi Bassi | Europei 2007                    | Spagna      | Europei 2007                     |
| Ucraina     | Vincitore del gruppo di Trnava  | Svezia      | 6° agli Europei 2007             |

## Primo turno

### Gruppo A

#### Classifica
| Teams       | W | L | %     | GB | R  | RA |
| ----------- | - | - | ----- | -- | -- | -- |
| Paesi Bassi | 5 | 0 | 1.000 | —  | 42 | 3  |
| Germania    | 4 | 1 | .800  | 1  | 34 | 18 |
| Francia     | 3 | 2 | .600  | 2  | 33 | 25 |
| Rep. Ceca   | 2 | 3 | .400  | 3  | 25 | 21 |
| Belgio      | 1 | 4 | .200  | 4  | 16 | 36 |
| Ucraina     | 0 | 5 | .000  | 5  | 5  | 52 |

Orario locale (UTC+2)

#### Risultati
| Data     | Ora   | Partita     | Partita | Partita     |
| -------- | ----- | ----------- | ------- | ----------- |
| 23.07.10 | 19.00 | Ucraina     | 0 - 10  | Germania    |
| 24.07.10 | 13.00 | Belgio      | 9 - 0   | Ucraina     |
| 24.07.10 | 16.00 | Paesi Bassi | 10 - 0  | Francia     |
| 24.07.10 | 19.00 | Germania    | 6 - 2   | Rep. Ceca   |
| 25.07.10 | 14.30 | Germania    | 8 - 4   | Belgio      |
| 25.07.10 | 15.00 | Francia     | 6 - 1   | Rep. Ceca   |
| 25.07.10 | 18.00 | Paesi Bassi | 12 - 2  | Ucraina     |
| 26.07.10 | 10.30 | Rep. Ceca   | 1 - 7   | Paesi Bassi |
| 26.07.10 | 14.30 | Rep. Ceca   | 10 - 1  | Belgio      |
| 26.07.10 | 17.00 | Francia     | 10 - 2  | Ucraina     |
| 27.07.10 | 10.30 | Francia     | 8 - 2   | Belgio      |
| 27.07.10 | 14.30 | Belgio      | 0 - 10  | Paesi Bassi |
| 27.07.10 | 15.30 | Ucraina     | 1 - 11  | Rep. Ceca   |
| 27.07.10 | 19.00 | Germania    | 10 - 9  | Francia     |
| 28.07.10 | 17.30 | Paesi Bassi | 3 - 0   | Germania    |

### Gruppo B

#### Classifica
| Teams       | W | L | %    | GB | R  | RA |
| ----------- | - | - | ---- | -- | -- | -- |
| Italia      | 4 | 1 | .800 | —  | 49 | 8  |
| Grecia      | 3 | 2 | .600 | 1  | 31 | 47 |
| Svezia      | 3 | 2 | .600 | 1  | 34 | 33 |
| Regno Unito | 2 | 3 | .400 | 2  | 21 | 22 |
| Spagna      | 2 | 3 | .400 | 2  | 34 | 39 |
| Croazia     | 1 | 4 | .200 | 3  | 23 | 43 |

All times are local (UTC+2)

#### Risultati
| Data     | Ora   | Partita     | Partita | Partita     |
| -------- | ----- | ----------- | ------- | ----------- |
| 23.07.10 | 10.30 | Croazia     | 1 - 10  | Regno Unito |
| 23.07.10 | 13.00 | Svezia      | 9 - 12  | Grecia      |
| 23.07.10 | 14.30 | Italia      | 9 - 1   | Spagna      |
| 24.07.10 | 10.30 | Spagna      | 7 - 6   | Croazia     |
| 24.07.10 | 14.30 | Regno Unito | 1 - 4   | Svezia      |
| 24.07.10 | 18.00 | Grecia      | 1 - 13  | Italia      |
| 25.07.10 | 10.30 | Regno Unito | 2 - 12  | Italia      |
| 25.07.10 | 13.00 | Svezia      | 12 - 2  | Croazia     |
| 25.07.10 | 19.00 | Spagna      | 9 - 13  | Grecia      |
| 26.07.10 | 10.30 | Regno Unito | 5 - 1   | Spagna      |
| 27.07.10 | 10.30 | Spagna      | 16 - 6  | Svezia      |
| 27.07.10 | 17.00 | Grecia      | 4 - 3   | Regno Unito |
| 27.07.10 | 18.30 | Italia      | 13 - 1  | Croazia     |
| 28.07.10 | 10.30 | Croazia     | 13 - 1  | Grecia      |
| 29.07.10 | 10.30 | Svezia      | 3 - 2   | Italia      |

## Piazzamenti

### Finale 11º-12º posto
| Data | Ora | Partita | Partita       | Partita |
| ---- | --- | ------- | ------------- | ------- |
|      |     | Ucraina | Non disputata | Croazia |

### Finale 9º-10º posto
| Data | Ora | Partita | Partita       | Partita |
| ---- | --- | ------- | ------------- | ------- |
|      |     | Belgio  | Non disputata | Spagna  |

### Finale 7º-8º posto
| Data     | Ora   | Partita     | Partita | Partita   |
| -------- | ----- | ----------- | ------- | --------- |
| 30.07.10 | 10.30 | Regno Unito | 4 - 8   | Rep. Ceca |

## Secondo turno

### Gruppo C

#### Classifica
| Teams       | W | L | %    | GB | R  | RA |
| ----------- | - | - | ---- | -- | -- | -- |
| Italia      | 4 | 1 | .800 | —  | 43 | 15 |
| Paesi Bassi | 4 | 1 | .800 | —  | 41 | 11 |
| Germania    | 3 | 2 | .600 | 1  | 41 | 28 |
| Grecia      | 2 | 3 | .400 | 2  | 35 | 54 |
| Svezia      | 2 | 3 | .400 | 2  | 15 | 39 |
| Francia     | 0 | 5 | .000 | 4  | 18 | 46 |

Orario locale(UTC+2)

#### Risultati
| Data     | Ora   | Partita     | Partita | Partita     |
| -------- | ----- | ----------- | ------- | ----------- |
| 29.07.10 | 19.00 | Germania    | 17 - 8  | Grecia      |
| 30.07.10 | 10.30 | Svezia      | 3 - 2   | Francia     |
| 30.07.10 | 14.30 | Italia      | 9 - 2   | Francia     |
| 30.07.10 | 14.30 | Grecia      | 0 - 10  | Paesi Bassi |
| 30.07.10 | 18.00 | Paesi Bassi | 15 - 0  | Svezia      |
| 30.07.10 | 19.00 | Italia      | 8 - 6   | Germania    |
| 31.07.10 | 12.00 | Paesi Bassi | 3 - 11  | Italia      |
| 31.07.10 | 17.00 | Germania    | 8 - 0   | Svezia      |
| 31.07.10 | 17.00 | Francia     | 5 - 14  | Grecia      |

### Finale
| Data     | Ora   | Partita | Partita | Partita     |
| -------- | ----- | ------- | ------- | ----------- |
| 01.08.10 | 14.00 | Italia  | 8 - 4   | Paesi Bassi |

## Classifica finale
| Campione d'Europa | Campione d'Europa | Campione d'Europa |
| --- | --- | ----------------- |
| Italia | |                   |
| Argento | Paesi Bassi |                   |
| Bronzo | Germania |                   |
| 4. | Grecia |                   |
| 5. | Svezia |                   |
| 6. | Francia |                   |
| 7. | Rep. Ceca |                   |
| 8. | Regno Unito |                   |
| 9. | Spagna |                   |
| 10. | Belgio |                   |
| 11. | Croazia |                   |
| 12. | Ucraina |                   |
| Nazionale italiana · Europei 2010 | |                   |
| 1 Santora · 3 Granato · 4 Desimoni · 6 Infante · 9 Mazzuca · 11 Cicatello · 13 Corradini · 14 Angrisano · 16 Grifantini · 18 Richetti · 22 Ambrosino · 25 Avagnina · 26 Ramos · 27 Cooper · 28 Albanese · 29 Cillo · 30 Pezzullo · 32 Chapelli · 34 Di Roma · 35 da Silva · 40 Mazzanti · 42 D'Amico · 43 De Santis · 45 Chiarini · Manager: Marco Mazzieri | 1 Santora · 3 Granato · 4 Desimoni · 6 Infante · 9 Mazzuca · 11 Cicatello · 13 Corradini · 14 Angrisano · 16 Grifantini · 18 Richetti · 22 Ambrosino · 25 Avagnina · 26 Ramos · 27 Cooper · 28 Albanese · 29 Cillo · 30 Pezzullo · 32 Chapelli · 34 Di Roma · 35 da Silva · 40 Mazzanti · 42 D'Amico · 43 De Santis · 45 Chiarini · Manager: Marco Mazzieri | Italia (bandiera) |